# Saint-Gervais-les-Trois-Clochers

Saint-Gervais-les-Trois-Clochers este o comună în departamentul Vienne, Franța. În 2009 avea o populație de 1,318 de locuitori.